# 王家業
王家業（16世紀—17世紀），字子立，浙江衢州府西安縣人，明朝政治人物。

## 生平
王家業是萬曆十六年（1588年）的舉人，授均州知州，曾在前往武當山時遇上數十名遊僧，發現當中有稚僧皺眉，於是拘留眾僧人審問，得知是有女子女隨父親外任官職遭被僧人劫殺，審判後處決那些裝作僧人的盜賊，人們都稱他神明；又州南四士里石板灘有堤壩灌田數十頃，歲月遙遠早已倒塌，他就重新修築，人民賴以獲利，立石紀念，題為「刺史王公堰」。

## 引用
1. 1 2  嘉慶《西安縣志·卷三十一·循吏》：王家業 舊志（云）字子立，萬厯舉人，治均州大著異聲，嘗詣武當，遇遊僧數十人，中有穉僧顰蹙，隨命拘留眾僧而鞠之，乃女隨父宦被僧劫殺．而留之為僧者也，審實盡戮羣盜，人稱神明，餘見義行。
2. ↑  嘉慶《西安縣志·卷二十六·選舉》：明……萬厯十六年戊子科（舉人）……王家業 七十九名，知州
3. ↑  光緒《續輯均州志·卷八·秩官志》：王家業，浙江西安舉人，萬厯中知均州，州南四士里石板灘有堰灌田數十頃，歲久圯廢，家業相度板築，民賴其利，刊石誌之，題曰「刺史王公堰」。